# جاستين براون
جاستين براون (بالإنجليزية: Justin Braun)‏ (31 مارس 1987 بسولت ليك في الولايات المتحدة - ) هو لاعب كرة قدم أمريكي في مركز الهجوم. لعب مع إمباكت مونتريال وريال سالت ليك ونادي تورونتو ونادي شيفاز يو إس أي وإندي إليفن ونادي ساكارامينتو ريببلك.

## روابط خارجية
- جاستين براون على موقع الدوري الأمريكي (الإنجليزية)
- جاستين براون على موقع قاعدة بيانات كرة القدم.إي يو (الإنجليزية)
- جاستين براون على موقع Soccerway.com (الإنجليزية)
- جاستين براون على موقع عالم كرة القدم.نت (الإنجليزية)